# Ковалёв, Василий Михайлович
Василий Михайлович Ковалёв (6 января 1920, Владимирская область — 12 августа 1990) — первый секретарь Суздальского райкома КПСС Владимирской области.

## Биография
Родился 6 января 1920 года в селе Пестерюгино, Собинского района Владимирской области. После школы поступил во Владимирский сельскохозяйственный техникум. Здесь вступил в ВКП/КПСС. Но окончить учёбу не удалось — был призван в армию.
Службу проходил на Дальнем Востоке в Краснознамённой Амурской флотилии, радистом. Был избран секретарём партийной организации. Награждён медалями «За боевые заслуги» и «За победу над Японией».
После демобилизации вернулся на родину и был направлен обкомом на партийную работу — утверждён заведующим отделом партийных, профсоюзных и комсомольских организаций Боголюбского райкома — пригородного, чисто сельскохозяйственного района. В 1960 году был избран первым секретарем того же Боголюбского райкома.
В марте 1965 года В. М. Ковалёв был избран первым секретарем Суздальского райкома только что воссозданного района. Район стал крупным производителем сельхозпродукции. Главная трудность, с которой столкнулся Ковалёв, заключалась в неравномерности развития хозяйств. Рядом с крепкими соседствовали слабые, дававшие продукции в 1,5-2 раза меньше, чем «середнячки», и в 3-5 раз меньше, чем передовики.
Новый секретарь райкома приложил все усилия для подъёма урожайности и повышения производительности на сельскохозяйственных предприятиях района. Было организовано грамотное использование возросшего, в рамках программы подъёма Нечерноземья, потока минеральных удобрений: построены большие склады, новые полосы для сельхозавиации. В каждом хозяйстве была создана своя агрохимическая служба. Много внимания уделялось местным резервам плодородия: использованию торфа, пропущенного как подстилки через животноводческие фермы, в качестве естественного удобрения. В результате в середине 1970-х годов район намолачивал уже на круг около 30 центнеров зерна.
Секретарь райкома в эти годы сам продолжил образование — закончил Владимирский сельскохозяйственный техникум, а затем Высшую партийную школу.
С деятельностью Ковалёва связана широкая реставрация уникальных историко-архитектурных памятников Суздаля. В 1960-е годы Совет Министров СССР утвердил генеральный план реконструкции древнего города, превращения его в музей-заповедник, крупный туристский центр. Было создана мощная строительная организация СМУ «Суздальстрой» которая провела большую работу по реставрации памятников древней архитектуры, строительству новых зданий — гостиниц, кемпингов, мотелей — всего того, что необходимо для обслуживания туристов.
Указом Президиума Верховного Совета СССР от 11 декабря 1973 года Ковалёву Василию Михайловичу присвоено звание Героя Социалистического Труда с вручением ордена Ленина и золотой медали «Серп и Молот».
Всю жизнь Ковалёв, кроме основных служебных обязанностей, вел большую общественную работу. Был делегатом XXII, XXIII, XXV съездов КПСС. Неоднократно избирался в областной Совет народных депутатов.
В 1980-е годы переехал в город Владимир. После перенесенного инсульта он нуждался в наблюдении опытных врачей. Будучи уже на пенсии, Василий Михайлович долго оставался депутатом Суздальского районного Совета. Регулярно бывал в районе.

Могила на Улыбышевском кладбище

Скончался на 71-м году жизни 12 августа 1990 года. Похоронен на Аллее Славы Улыбышевского кладбища.
Награждён двумя орденами Ленина, орденом Октябрьской революции, медалями.